# Anyphops spenceri
Anyphops spenceri is een spinnensoort uit de familie van de Selenopidae.
De wetenschappelijke naam van de soort werd in 1896 als Selenops spenceri gepubliceerd door Reginald Innes Pocock.